# 야메시아아과
야메시아아과(jamesia亞科, 학명: Jamesioideae 야메시오이데아이[*])는 수국과의 아과이다.

## 하위 분류
- Fendlera Engelm. & A.Gray
- Jamesia Torr. & A.Gray